# Sylwester (Czetwertyński)
Sylwester, imię świeckie Stefan Czetwertyński (zm. 14 lutego 1728) – biskup prawosławny I Rzeczypospolitej.
Pochodził z książęcego rodu Czetwertyńskich. W 1702 został przełożonym monasteru Przemienienia Pańskiego w Starej Czetwertni. W 1707 dzięki interwencji cara Piotra I objął zarząd eparchii mohylewskiej, mścisławskiej i orszańskiej (białoruską). Przywilej królewski na katedrę otrzymał dopiero sześć lat później, także pod naciskiem dyplomacji rosyjskiej. Rok po objęciu urzędu, w 1708, znalazł się w ostrym konflikcie z metropolitą kijowskim Joazafem, pragnął bowiem podporządkować sobie stauropigialne monastery na terenie Wielkiego Księstwa Litewskiego i zaprowadzić w nich należną dyscyplinę. W szczególności obiektem jego zainteresowania były monaster Trójcy Świętej w Słucku i Monaster Kuteiński. Wieloletni spór o zwierzchność nad klasztorami zakończył się jednak zachowaniem status quo.
W czasie sprawowania urzędu biskupa białoruskiego Sylwester (Czetwertyński) występował w obronie stanu posiadania administratury, domagał się od króla polskiego poszanowania praw ludności prawosławnej, niedopuszczania do wymuszania konwersji na katolicyzm i odbierania prawosławnym obiektów sakralnych. Wobec nieprzychylnej polityki Augusta II Sasa prowadził również stałą korespondencję z carem Piotrem I, szczególnie ożywioną po 1721. W 1725 stwierdził w liście, że bez rosyjskiego wsparcia nie będzie w stanie dłużej kierować eparchią. Interwencje rosyjskie były jednak nieskuteczne; Sylwester zmarł w 1728, kilkanaście dni po wysłaniu do Rosji kolejnego listu z prośbą o wsparcie. Po jego śmierci August II Sas uniemożliwił intronizację nowego biskupa białoruskiego – katedra wakowała do 1737.

## Życiorys

### Młodość i wczesna działalność
Pochodził z książęcego rodu Czetwertyńskich. Jego dziadek, Grzegorz Czetwertyński, pełnił urząd podkomorzego łuckiego. Ojciec, Wacław Czetwertyński, również był podkomorzym łuckim i łowczym wołyńskim od 1662, następnie chorążym żytomierskim i starostą życzyńskim i daniczowskim od 1666. Matka przyszłego hierarchy, Ludwika zd. Wojna-Orańska, była córką podsędka czernihowskiego. Imię świeckie późniejszego biskupa brzmiało Stefan; F. Titow podaje imię świeckie Sergiusz.
W domu zdobył gruntowne wykształcenie. Wielokrotnie towarzyszył również swojemu ojcu na zjazdach prawosławnej szlachty przeciwnej unii. Chociaż znaczna część rodziny Czetwertyńskich dokonała konwersji na katolicyzm, Stefan Czetwertyński zachował wyznanie prawosławne. Idąc za przykładem swojego stryjecznego brata Grzegorza, po złożeniu ślubów mniszych – Gedeona, wstąpił do monasteru Przemienienia Pańskiego w Starej Czetwertni, tam złożył wieczyste śluby mnisze z imieniem Sylwester i w 1702 został przełożonym wspólnoty. Współcześni określali go mianem „męża wielkiej nauki i gorliwości pasterskiej”. Liczne spotkania z prawosławną szlachtą umożliwiły mu także nawiązanie osobistych kontaktów z jej najbardziej wpływowymi przedstawicielami.

### Biskup mścisławski, mohylewski i orszański

#### 1707–1713

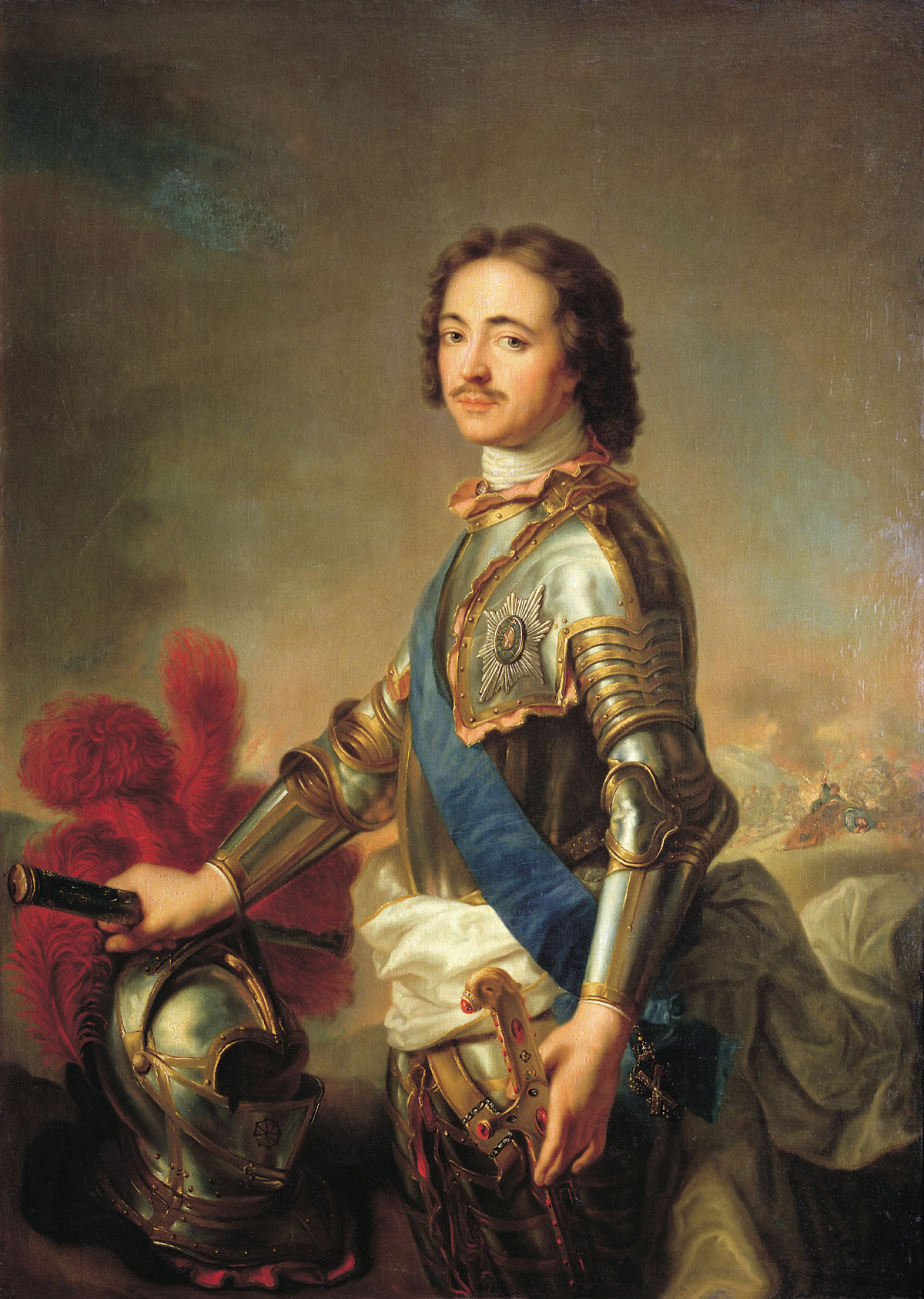
Car Piotr I, wbrew prawu Rzeczypospolitej, umożliwił biskupowi Sylwestrowi objęcie katedry białoruskiej

Sylwester (Czetwertyński) otrzymał nominację na biskupa mścisławskiego, mohylewskiego i orszańskiego w 1705, rok po śmierci jej poprzedniego ordynariusza Serapiona (Polchowskiego). Według innego źródła nominacja Sylwestra nastąpiła jeszcze w 1704. O wyborze przesądziły, obok uzdolnień nominata, jego koligacje z metropolitą kijowskim Gedeonem i znakomite pochodzenie. Sylwester był również uznanym kaznodzieją. Chirotonia biskupia archimandryty Sylwestra odbyła się w Kijowie w 1707 z udziałem metropolity kijowskiego Warłaama jako głównego konsekratora. Biskup Sylwester przybył do swojej rezydencji w Mohylewie w sierpniu tego samego roku, gdy miasto było okupowane przez wojska rosyjskie. Objęcie przez niego katedry odbyło się przy wyraźnym wsparciu cara Piotra I i stanowiło przejaw ingerencji rosyjskiej w problemy wyznaniowe Rzeczypospolitej. Niezgodne z prawem sprowadzenie biskupa prawosławnego do Mohylewa przez cara wpisywało się w antyunickie działania Piotra I po jego wkroczeniu w granice Rzeczypospolitej, których przejawami były także utrudnianie praktyk religijnych unitów, wypędzenie metropolity unickiego Lwa Ślubicza-Załęskiego i mord bazylianów w Połocku. Intronizacja Sylwestra nie została usankcjonowana stosownym przywilejem królewskim, co oznaczało, że władze Rzeczypospolitej nie uznawały go za legalnie działającego biskupa. Biskup Sylwester przebywał w Mohylewie tylko do marca 1708. 9 marca wyjechał do majątku rodzinnego w Starej Czetwertni, uznał bowiem dalszy pobyt w Mohylewie za niebezpieczny z powodu trwającej wojny północnej. Działania wojenne praktycznie uniemożliwiały mu także bieżące zarządzanie eparchią.
W październiku 1708 biskup Sylwester złożył do ksiąg grodzkich Mohylewa skargę przeciwko wojskom rosyjskim, którym zarzucał rozgrabienie miasta. Jako członek poselstwa mieszczan mohylewskich udał się w tym samym roku do tymczasowej kwatery Piotra I w Woroneżu. Delegacja prosiła cara o zgodę na odbudowę miasta i zabezpieczenie go przed dalszym niszczeniem. Udział Sylwestra w poselstwie był jedną z przyczyn faktu, iż Piotr I nie darzył biskupa zaufaniem i zarzucał mu nielojalność wobec Rosji. Z kolei biskup białoruski niechętnie odnosił się do polityki carskiej wobec metropolii kijowskiej i negatywnie oceniał wiele działań carskiej administracji.

##### Spory kompetencyjne z metropolitą kijowskim

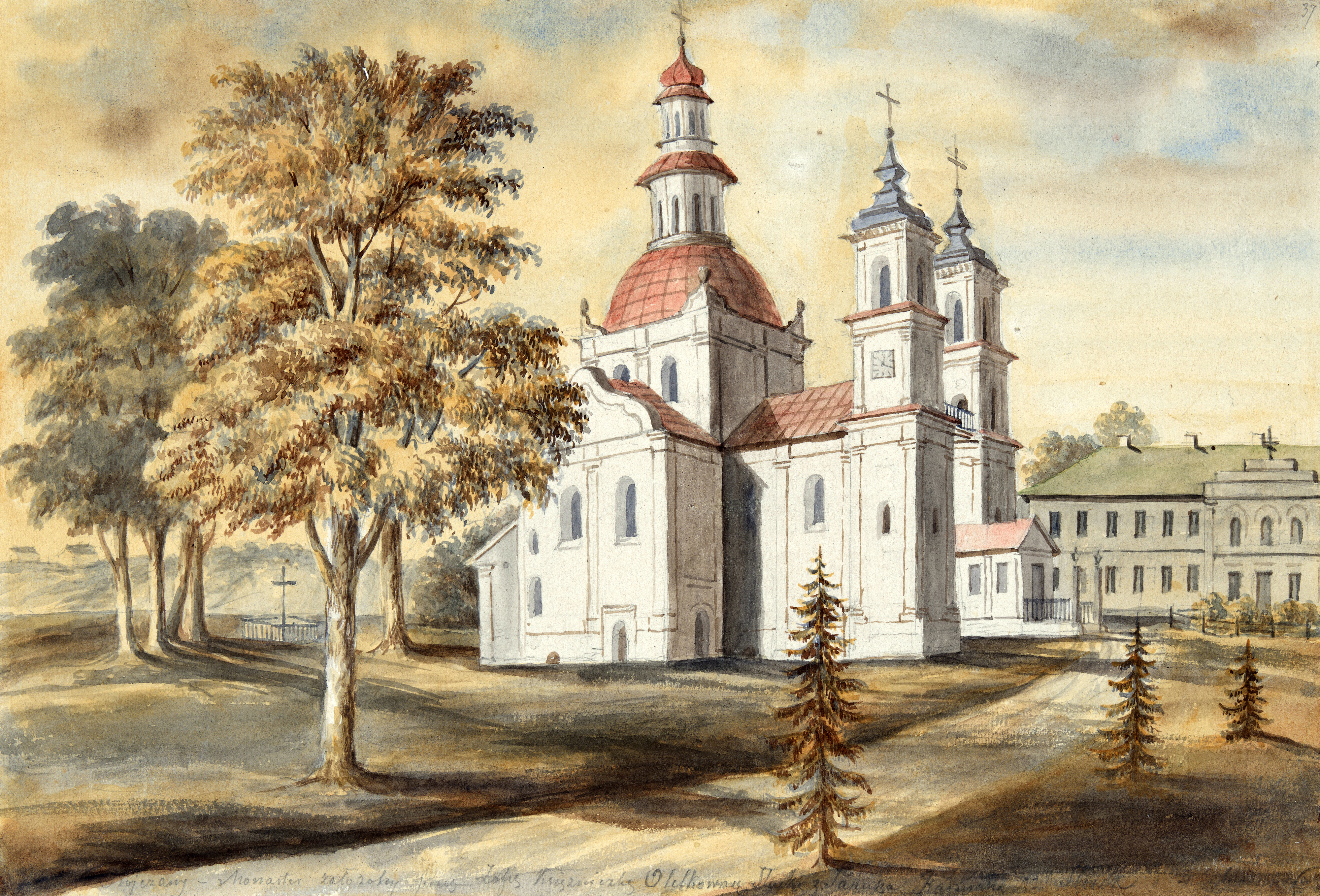
Monaster Trójcy Świętej w Słucku. Biskup Sylwester przez wiele lat sprawowania urzędu toczył z metropolitą kijowskim spór o zwierzchność nad nim

W momencie przyjęcia chirotonii biskupiej Sylwester (Czetwertyński) został mianowany biskupem mohylewskim, mścisławskim i orszańskim. Zobowiązał się także, że nie będzie siłowo rozciągał swojej jurysdykcji na obszary poza granicami eparchii. Miało to szczególne znaczenie w świetle faktu, iż jego poprzednik na katedrze, biskup Serapion, nosił tytuł egzarchy patriarchy Konstantynopola w Rzeczypospolitej oraz namiestnika metropolii kijowskiej. Uzyskiwał tym samym kontrolę nad tymi klasztorami prawosławnymi w Rzeczypospolitej, które z woli ich fundatorów podlegały metropolicie kijowskiemu mimo faktu, że jego rezydencja znalazła się poza granicami kraju. Metropolita kijowski Warłaam, domagając się wspomnianego zobowiązania, w szczególności miał na myśli status kanoniczny terytorium dawnego biskupstwa turowskiego. Struktury prawosławne na tym obszarze, pozostałe po utworzeniu w 1596 unickiej diecezji turowskiej, podlegały bowiem namiestnikowi metropolity kijowskiemu, którym był zwykle przełożony monasteru Trójcy Świętej w Słucku lub protopop słucki i kopylski. Mimo to biskup Sylwester samozwańczo dodał do tytułu biskupa całej Białej Rusi, mścisławskiego, orszańskiego i mohylewskiego także miano namiestnika metropolity w Wielkim Księstwie Litewskim, co oddawało jego prywatne ambicje, nie zaś rzeczywisty zakres kompetencji.
Praktycznie natychmiast po objęciu urzędu biskup Sylwester znalazł się w konflikcie z monasterem Trójcy Świętej w Słucku. Wykorzystując rozłam we wspólnocie – część jej członków zaczęła skłaniać się ku przejściu w jurysdykcję biskupa białoruskiego – ogłosił wyjęcie monasteru i wszystkich jego placówek filialnych spod władzy metropolitów kijowskich i przejście pod zarząd jego samego. Uczynił tak, chociaż przełożony monasteru archimandryta Joazaf i większość mnichów opowiadała się za zachowaniem status quo. W związku z działaniami biskupa w styczniu 1708 bractwo Przemienienia Pańskiego w Słucku skierowało do metropolity kijowskiego Joazafa protestację, w której zarzuciło hierarsze nie tylko nieuznawanie przywilejów monasteru, ale i pobicie mnichów, dokonanie grabieży w pałacu archimandrytów i wywiezienie z klasztoru cennych dokumentów oraz innych przedmiotów. W 1709 metropolita w swoim posłaniu potępił wymienione działania biskupa białoruskiego, zabronił mu tytułować się swoim namiestnikiem, jak również suspendował wszystkich duchownych wyświęconych lub nagrodzonych przez niego. Zapowiedział także oddanie Sylwestra pod sąd biskupów, który miał odbyć się w Kijowie. Mimo to biskup białoruski w 1709 nie tylko nadal utrzymywał kontrolę nad monasterem Trójcy Świętej w Słucku i przejmował jego dochody, ale również w podobny sposób przejął Monaster Kuteiński k. Orszy. W styczniu 1710 jego przełożony, razem ze zwierzchnikami sześciu mniejszych monasterów, wystąpił w tej sprawie ze skargą do Piotra I.
11 lutego 1710 car skierował do Monasteru Kuteińskiego komisarza, oficjalnie podając jako powód jego misji zbadanie zasadności skierowanej do niego skargi. Faktyczną intencją władcy rosyjskiego było zdobycie dowodów na prześladowanie klasztoru przez katolików i władze Rzeczypospolitej, jednak w monasterze otrzymał jedynie znaną mu już skargę na biskupa Sylwestra. Z kolei locum tenens Patriarchatu Moskiewskiego, metropolita riazański Stefan w liście z 3 marca 1710 potwierdzał prawa metropolity kijowskiego do sprawowania zarządu nad monasterami stauropigialnymi i zabronił biskupowi białoruskiemu ingerować w ich działalność.
Do 1715 biskup Sylwester przebywał na stałe w Starej Czetwertni. Do Mohylewa wrócił po ustaniu działań wojennych.

#### Konflikty o majątki cerkiewne

##### Sprawa monasteru w Starej Czetwertni i majątku w Pieczersku
W 1711 Jan Bogusław Horain, który w tym samym roku nabył Starą Czetwertnię od brata biskupa Sylwestra, Gabriela Czetwertyńskiego, przekazał mniszkom unickim żeński monaster Podwyższenia Krzyża Świętego w Starej Czetwertni, dawną fundację Czetwertyńskich. Archimandryta Sylwester zorganizował wówczas zbrojny najazd na żeński klasztor. W odpowiedzi Horain zajął monaster męski działający w tej samej miejscowości. W ciągu kolejnych kilku lat duchowny, razem ze swoim bratem, zaangażowany był w proces sądowy o majątki obydwu klasztorów. Sprawą przestał zajmować się dopiero w 1715, gdy na stałe przeprowadził się do Mohylewa.
W tym samym czasie procesował się również z zakonem karmelitów o majątek Pieczersk, w którym znajdowała się rezydencja biskupa białoruskiego (część majątku karmelici w 1703 zagarnęli bez podstaw prawnych).

#### 1713–1724. Dalszy ciąg konfliktu z metropolitą kijowskim

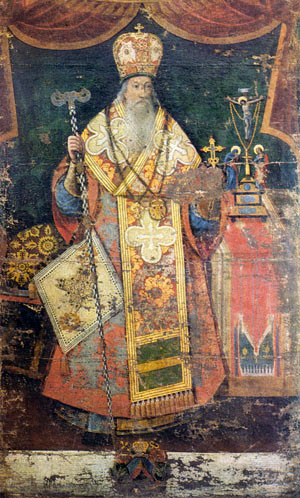
Metropolita Joazaf (Krokowski) nie zgodził się na przekazanie stauropigialnych klasztorów w Wielkim Księstwie Litewskim pod jurysdykcję biskupa białoruskiego, co było przyczyną ich kilkuletniego konfliktu

W 1713 August II Sas wydał przywilej nadający Sylwestrowi (Czetwertyńskiemu) prawo zarządzania eparchią białoruską, jak również położonymi na jej terenie instytucjami stauropigialnymi. Decyzja o wydaniu przywileju została podjęta pod wyraźnym naciskiem dyplomacji rosyjskiej, natomiast zawarte w niej rozszerzenie kompetencji biskupa miało na celu ograniczenie do minimum kontaktów duchowieństwa prawosławnego Rzeczypospolitej z metropolitą rezydującym na terenie Rosji. Mironowicz jest zdania, że August II Sas świadomie dążył do dalszego skonfliktowania obydwu hierarchów; równocześnie część duchowieństwa i szlachty prawosławnej w Rzeczypospolitej popierała takie rozwiązanie. Nie zwracając uwagi na treść przywileju, metropolita kijowski Joazaf ponownie zabronił biskupowi białoruskiemu tytułowania się swoim namiestnikiem w Wielkim Księstwie Litewskim. Zamiast tego potwierdził prawa archimandryty słuckiego do nadzorowania wszystkich struktur prawosławnych w Słucku i Kopylu.
W związku z treścią przywileju królewskiego doszło do dalszego zaostrzenia konfliktu kompetencyjnego między metropolitą kijowskim a biskupem białoruskim, a to z kolei, w połączeniu z działaniami wojennymi, sprawiło, że ten ostatni dopiero w 1715 ponownie udał się do Mohylewa. Z kolei w 1716 przeniósł się do monasteru Trójcy Świętej w Słucku. Wykorzystując spór między klasztorem a wspierającym je prawosławnym bractwem słuckim, zajął cały roczny dochód monasteru i wypędził z niego przełożonego oraz jego zastępcę, archimandrytów Joazafa i Teodozjusza. Sam mianował nowego, oddanego sobie przełożonego, zaś w styczniu 1717 bezprawnie uwięził mnicha Dymitra powracającego z Kijowa, a następnie nie zwolnił go nawet po otrzymaniu królewskiego nakazu. W lipcu 1716 biskup Sylwester w liście do wiernych oznajmiał, że na mocy przywileju królewskiego jest prawomocnym zwierzchnikiem wszystkich parafii i klasztorów w Wielkim Księstwie Litewskim. Duchowieństwo słuckie oraz przełożeni monasterów nie uznali jednak jego jurysdykcji; poparcie Sylwester uzyskał jedynie od przełożonego Monasteru Świętych Piotra i Pawła w Mińsku ihumena Gedeona oraz przełożonego monasteru św. Jana Teologa w Hrozowie. 27 lipca 1717 metropolita kijowski Joazaf rzucił klątwę kościelną na wszystkich kapłanów, którzy przyjęli od biskupa białoruskiego urzędy. Biskup Sylwester ogłosił jej zdjęcie. Wówczas metropolita kijowski poprosił posła rosyjskiego w Warszawie o interwencję; równocześnie archimandryta słucki Joazaf zwrócił się w tej samej sprawie do właściciela dóbr słuckich, palatyna reńskiego Karola Filipa. Ich interwencja, jak również dekret królewski odbierający biskupowi Sylwestrowi zwierzchnictwo nad monasterem słuckim, skłoniły hierarchę do ostatecznego wycofania pretensji do archimandrii słuckiej. Sylwester (Czetwertyński) do końca życia uważał jednak, że zarząd nad monasterem w Słucku został mu odebrany niezgodnie z prawem. Także duchowieństwo słuckie odnosiły się do niego z niechęcią i jeszcze w 1720 oskarżyło go o zniszczenie monasteru Przemienienia Pańskiego w Słucku.
Podobny gwałtowny konflikt biskup Sylwester toczył z Monasterem Kuteińskim. W 1723, po swoim przyjeździe do tego klasztoru, został uwięziony przez mnichów na jego terenie. W rezultacie w 1724 biskup ogłosił odłączenie od Cerkwi ośmiu związanych z nim duchownych, w tym przełożonego monasteru. W ocenie rezydenta carskiego w Mohylewie słuszność w sporze pozostawała po stronie biskupa białoruskiego, który według wysłannika Piotra I bezskutecznie usiłował wprowadzić w monasterach należną dyscyplinę, w szczególności wyeliminować wśród mnichów pijaństwo – te właśnie działania, nie zaś samo dążenie do zmiany jurysdykcji klasztorów, spotykały się z niechęcią wspólnot. Mimo przedstawionej opinii, która została przesłana carowi, metropolita kijowski zachował nadzór nad spornymi monasterami.
Sam fakt zaistnienia sporu kompetencyjnego między biskupem białoruskim a metropolitą kijowskim, jak również jego gwałtowny przebieg miały negatywny wpływ na wyznawców prawosławia w Rzeczypospolitej, przyczynił się do spadku ich liczby i znaczenia.

#### Zmiany organizacyjne w eparchii. Relacje z bractwem mohylewskim

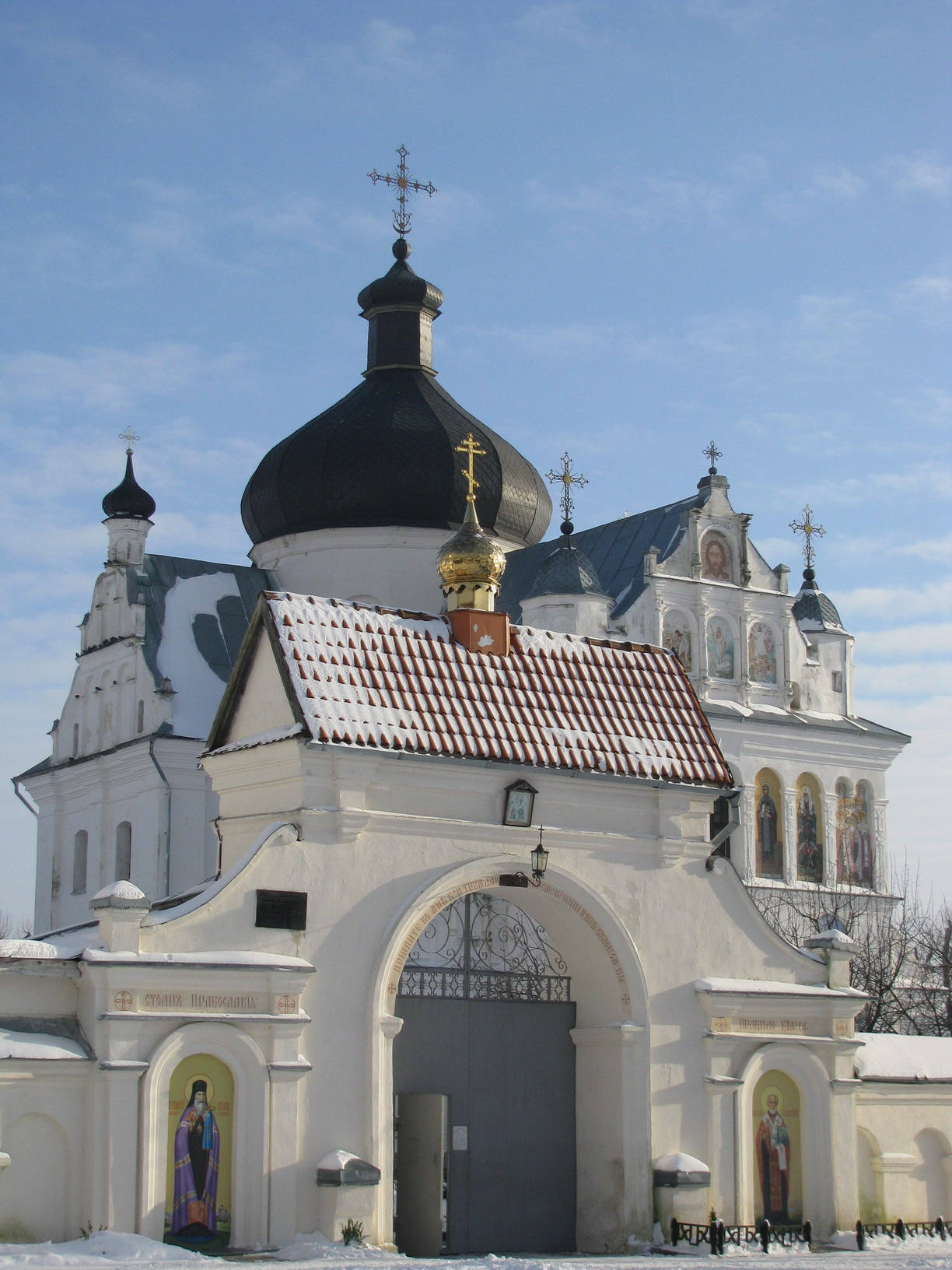
Monaster św. Mikołaja w Mohylewie został przekształcony przez biskupa Sylwestra z żeńskiego w męski

W 1719 biskup zreorganizował monastery żeńskie w eparchii, zamykając monaster św. Mikołaja w Mohylewie i kierując ostatnie żyjące w nim siostry do monasterów w Barkołabowie oraz w Szkłowie. Monaster św. Mikołaja przekształcił w klasztor męski.
Po przybyciu do Mohylewa w 1715 biskup nawiązał bliską współpracę z prawosławnym bractwem mohylewskim. Wspólnie podjęta została decyzja o odbudowie soboru katedralnego, zniszczonego w czasie wojny północnej, jednak archidiakon Kalikst Zaleński-Ołowiaszko, któremu hierarcha powierzył kierowanie zbiórką środków na ten cel, zdefraudował uzyskane pieniądze. Spór w sprawie sprzeniewierzenia funduszy nie został rozwiązany za życia biskupa Sylwestra.
Relacje między biskupem a bractwem uległy zdecydowanemu pogorszeniu ok. 1725, gdy hierarcha i bractwo nie doszli do porozumienia w sprawie wyboru nowego przełożonego monasteru Objawienia Pańskiego w Mohylewie, pozostającego pod opieką organizacji. Biskup Sylwester nie zgodził się na objęcie urzędu przez ihumena Klemensa (Pigarewicza) i dążył do całkowitego pozbawienia bractwa prac współdecydowania o działalności monasteru. Członkowie bractwa skierowali skargę przeciwko biskupowi do króla, zarzucając mu łamanie praw organizacji wynikających z otrzymanych przez nią wcześniej przywilejów. August II poparł bractwo, nakazał biskupowi zaprzestanie ingerencji w działalność monasteru Objawienia Pańskiego i wpłatę 2000 kop litewskich do kasy królewskiej oraz na rzecz bractwa. Biskup Sylwester, prawdopodobnie z powodu podeszłego już wieku i chorób, nie kontynuował sporu i w kolejnych latach utrzymywał z bractwem poprawne stosunki, o czym świadczy m.in. jego udział w organizowanych przez nie procesjach i publicznych uroczystościach.

#### Wsparcie rosyjskie dla eparchii białoruskiej
W 1718 przełożeni monasterów w Wielkim Księstwie Litewskim skierowali do cara Piotra I skargę, w której twierdzili, że kierowane przez nich wspólnoty są prześladowane przez władze państwowe. Twierdzili, że brak interwencji rosyjskiej u polskiego króla doprowadzi do całkowitego zniszczenia prawosławia w Rzeczypospolitej. Biskup Sylwester poparł pismo.
Dwa lata później, 1 kwietnia 1720, sam hierarcha napisał memoriał do cara, w którym zwracał się z prośbą o udzielenie ostatniej eparchii prawosławnej w Rzeczypospolitej wszechstronnej pomocy. Prosił, by dyplomacja rosyjska uzyskała od króla gwarancje nielikwidowania eparchii białoruskiej, zezwolenia na konwersje z katolicyzmu na prawosławie, karania osób zakłócających nabożeństwa, dopuszczenie prawosławnych mieszczan do stanowisk w magistracie, a prawosławnych biskupów do senatu, jak również o zwrot 75 cerkwi odebranych przez unitów po 1700. Korzystając z osłabienia międzynarodowej pozycji Rzeczypospolitej, car już 28 lipca tego samego roku wymógł na królu wydanie przywileju, w którym August II nie tylko potwierdził prawa Sylwestra (Czetwertyńskiego) do katedry białoruskiej, ale i wszystkie wydane przez swoich poprzedników przywileje i uprawnienia ludności prawosławnej. Wydanie przywileju nie oznaczało jednak w praktyce pełnego zapewnienia swobód wyznaniowych ani realizacji postulatów biskupa białoruskiego zawartych w korespondencji za carem. Ponownie również treść przywileju stwarzała możliwość sporów kompetencyjnych między biskupem białoruskim a metropolitą kijowskim. Podobnie bowiem jak w analogicznym dokumencie z 1713, król określił ordynariusza eparchii białoruskiej jako zwierzchnika wszystkich cerkwi i monasterów w Wielkim Księstwie Litewskim, w tym stauropigialnych. Niezrealizowane postulaty biskupa białoruskiego stały się przedmiotem kolejnych interwencji dyplomacji rosyjskiej, w szczególności po synodzie zamojskim, po którym nastąpił szybki rozwój Kościoła unickiego kosztem prawosławnego. Na polecenie cara ambasador rosyjski w Warszawie osobiście wstawiał się u króla w obronie prawosławnych, zaś jego tłumacz udał się na ziemie białoruskie i litewskie w celu zbierania skarg na prześladowania ze strony katolików i popierających je dowodów.
W 1721 we wsi Dubrowna doszło do podjętej przez katolików próby zabójstwa biskupa Sylwestra, który udał się do wymienionej miejscowości w celu wyświęcenia cerkwi. Kolejnego zamachu na hierarchę, ponownie nieudanego, dopuścił się w tym samym roku szlachcic Piotr Swiacki, który zaatakował Sylwestra na drodze w pobliżu Mohylewa. W 1722, ponownie pod presją cara (z którym stale korespondował biskup białoruski), August II po raz kolejny potwierdził legalność sprawowania urzędu przez biskupa białoruskiego. W roku następnym sejm powołał komisję, która miała rozpatrywać skargi ludności prawosławnej dotyczące przymusowego odbierania cerkwi. Jej decyzje nigdy nie zostały wdrożone w życie. W eparchii białoruskiej nadal dochodziło do ataków duchowieństwa katolickiego na instytucje prawosławne. W 1724 duchowieństwo łacińskie samowolnie przejęło należącą do eparchii białoruskiej przeprawę przez Dniepr oraz folwark w Moszonkach, stanowiący majątek ordynariusza prawosławnej administratury. O wydarzeniach tych biskup Sylwester ponownie informował cara. Piotr I ponownie zaapelował wówczas do Augusta II o uchwalenie na najbliższym sejmie uchwał gwarantujących prawa dysydentów. Ponadto skierował do Mohylewa swojego komisarza Ignatija Rudakowskiego, który wysoko ocenił działalność biskupa Sylwestra, stwierdzając wręcz, że bez niego prawosławie w Rzeczypospolitej przestałoby istnieć. W czerwcu 1725 hierarcha ponownie pisał do cara, informując o siłowym nawracaniu prawosławnych wiernych na unię i o bezprawnym uwięzieniu dwóch podległych mu duchownych. Stwierdzał, że bez rosyjskiej pomocy nie będzie w stanie nadal pełnić swoich obowiązków. Wielokrotnie kontaktował się z królem, występując w obronie stanu posiadania eparchii białoruskiej. Reprezentował także swoją eparchię w sporach o majątki kościelne, przejęte w różnych okresach przez katolików obydwu obrządków. W 1726 bronił praw prawosławnych do soboru katedralnego w Mohylewie przeciwko planom podskarbiego nadwornego koronnego Franciszka Maksymiliana Ossolińskiego. Przekonywał on rosyjskiego ambasadora, iż budynek ten został wzniesiony przez unitów i dążył do usunięcia samego biskupa Sylwestra z Mohylewa.
Mimo stałego korzystania z pomocy rosyjskiej hierarcha pragnął zachować tradycyjną zależność struktur Kościoła prawosławnego w Rzeczypospolitej od Patriarchatu Konstantynopola. Nie chciał również działać wyłącznie na rzecz interesów rosyjskich, mając na uwadze również możliwe reakcje władz polskich.

### Po śmierci Piotra I
Następcy zmarłego na początku 1725 cara Piotra I nie interesowali się sytuacją prawosławnych w Rzeczypospolitej i nie mieli na jej temat szerszej wiedzy. W kwietniu 1725, na żądanie króla polskiego, Mohylew opuścił rosyjski komisarz Ignatij Rudakowski. Biskup Sylwester został wprowadzony w błąd co do charakteru tego wyjazdu – także strona rosyjska zapewniła go, że wyjazd Rudakowskiego (aktywnie wspierającego jego działalność) jest czasowy. Już dwa miesiące po wyjeździe Rudakowskiego Sylwester (Czetwertyński) skierował do komisarza list, w którym prosił o przysłanie do Mohylewa przedstawiciela rosyjskiego, informował o kolejnych aktach wrogości ze strony katolików i próbach siłowego odbierania cerkwi w Mohylewie (w tym soboru katedralnego), Nowym Bychowie, Tajmanowie i Szkłowie. Na list ten nie otrzymał odpowiedzi. Mimo to w sierpniu 1726 po raz kolejny zwrócił się z prośbą o pomoc do carycy Katarzyny I, informując o próbie przejęcia przez unitów parafii prawosławnych w Mścisławiu i o zamachu na własne życie. Tym razem po jego apelu nastąpiła interwencja posła rosyjskiego, gen. Jaguszyńskiego. Była ona jednak nieskuteczna. Polska polityka wyznaniowa stawała się coraz bardziej nieprzychylna prawosławiu. Unicki metropolita Atanazy Szeptycki otwarcie żądał całkowitej likwidacji Kościoła prawosławnego w kraju.
Wobec braku spodziewanej reakcji rosyjskiej dyplomacji i pogarszającej się sytuacji prawosławnych w Rzeczypospolitej, Sylwester (Czetwertyński) 3 lutego 1728 ponownie skierował do cara Rosji Piotra II list zawierający dramatyczny apel o pomoc dla eparchii białoruskiej. W liście opisał szereg przypadków łamania praw ludności prawosławnej i stwierdził, że brak rosyjskiej reakcji doprowadzi do całkowitego zniszczenia administratury i wymuszenia konwersji wiernych na katolicyzm. Jedenaście dni po wysłaniu listu biskup zmarł. August II nie pozwolił na objęcie katedry białoruskiej przez jego następcę, nominowanego przez Świątobliwy Synod Rządzący biskupa Arseniusza, ani przez wskazanego przez szlachtę i duchowieństwo eparchii Józefa (Wołczańskiego). Katedra została obsadzona dopiero za panowania Augusta III, w 1737.

## Linki
- Genealogia na Rodovid.org